# Minami-Azabu
Minami-Azabu (jap. 南麻布) – jedna z dzielnic Minato, Tokio. Nazwa Minami-Azabu dosłownie oznacza „południowe Azabu” i jest tak nazywana, ponieważ znajduje się w południowej części dawnego okręgu Azabu. Obecnie mieści się w zachodniej części okręgu Minato. Graniczy z Nishi-Azabu na północy, Moto-Azabu i Azabu-Jūban na północnym wschodzie, Mita na wschodzie, Shirokane na południu, Ebisu na południowym zachodzie i Hiroo na zachodzie.

## Galeria

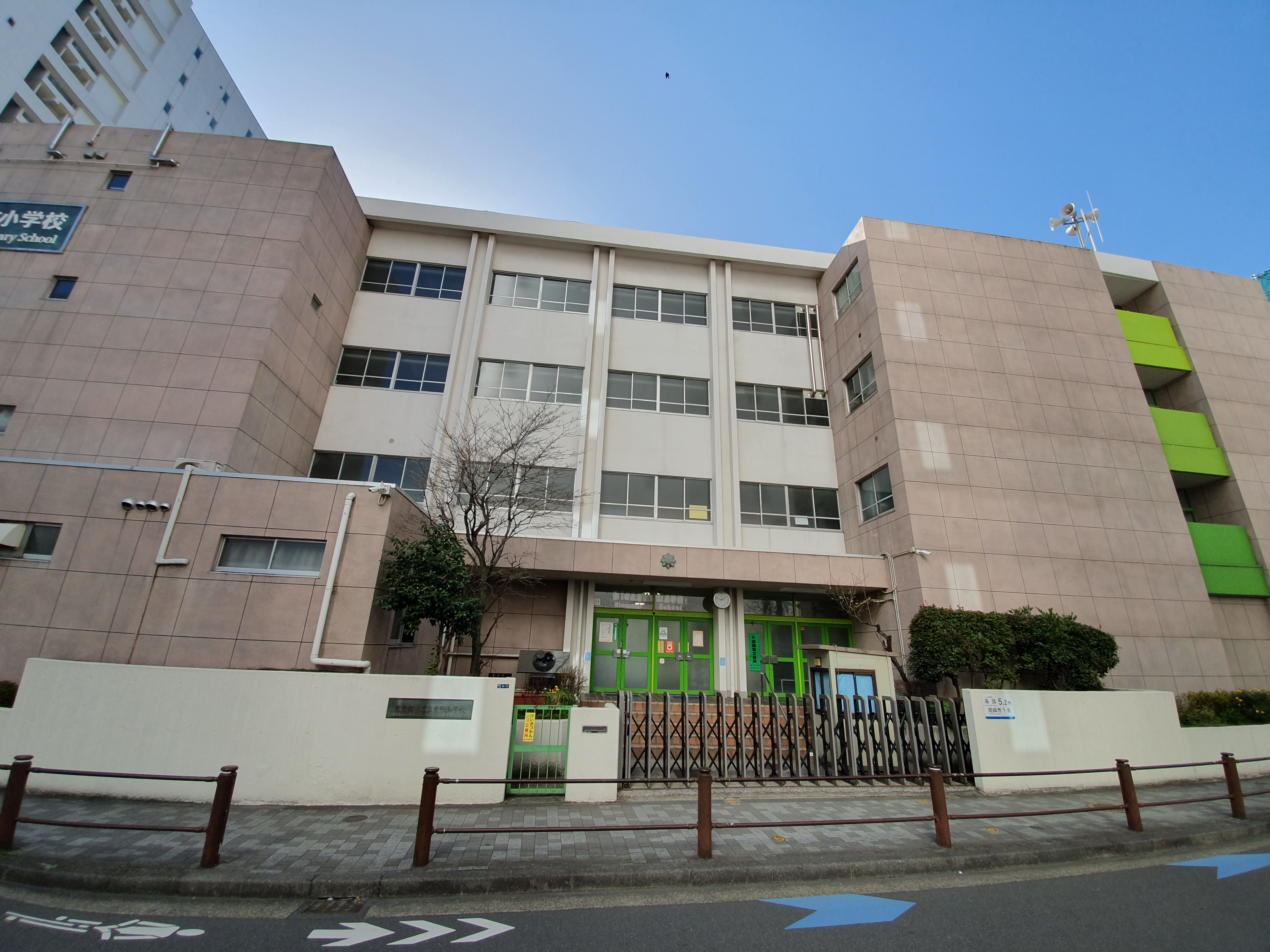
Szkoła podstawowa Higashimachi
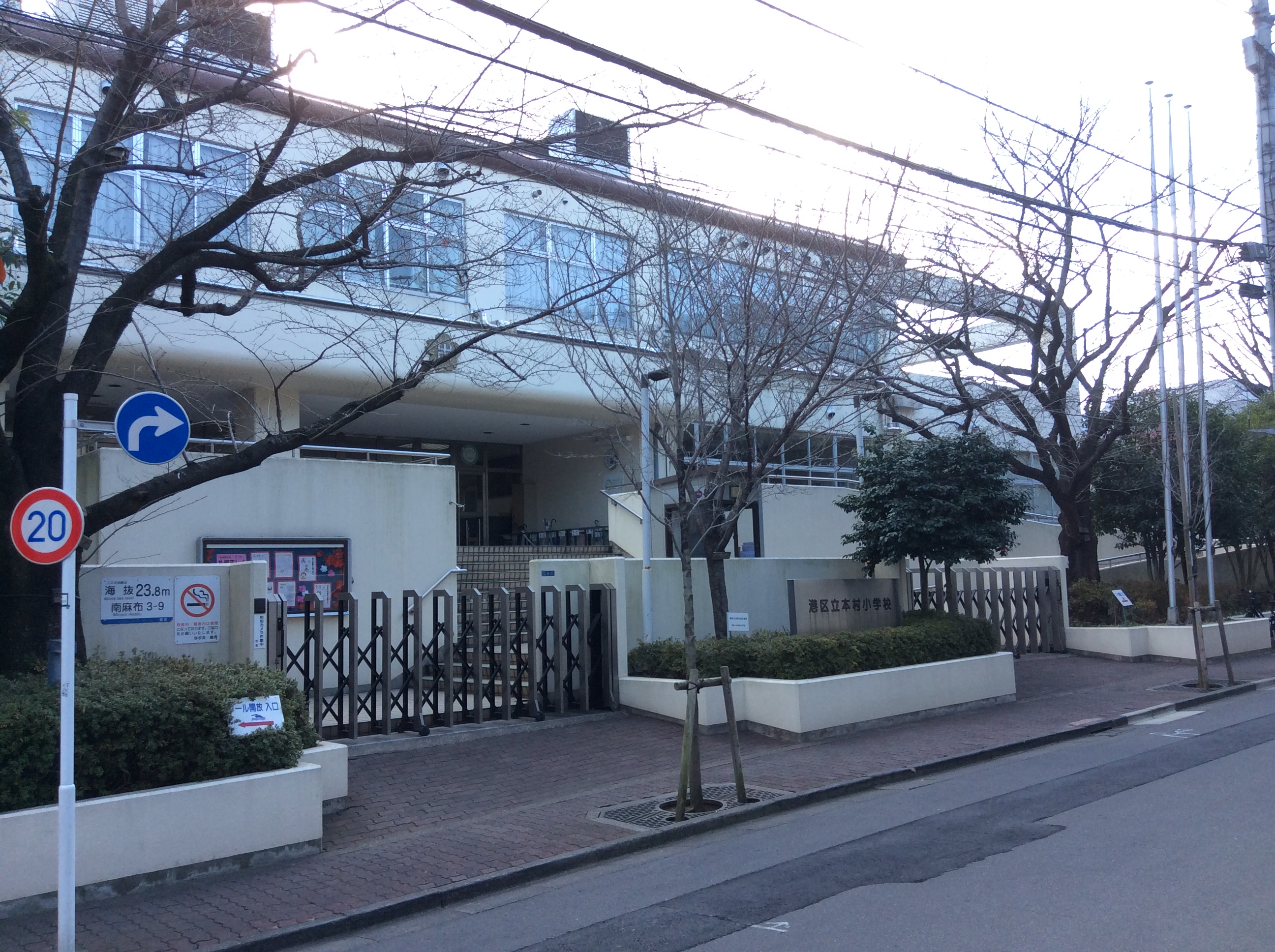
Szkoła podstawowa Hommura
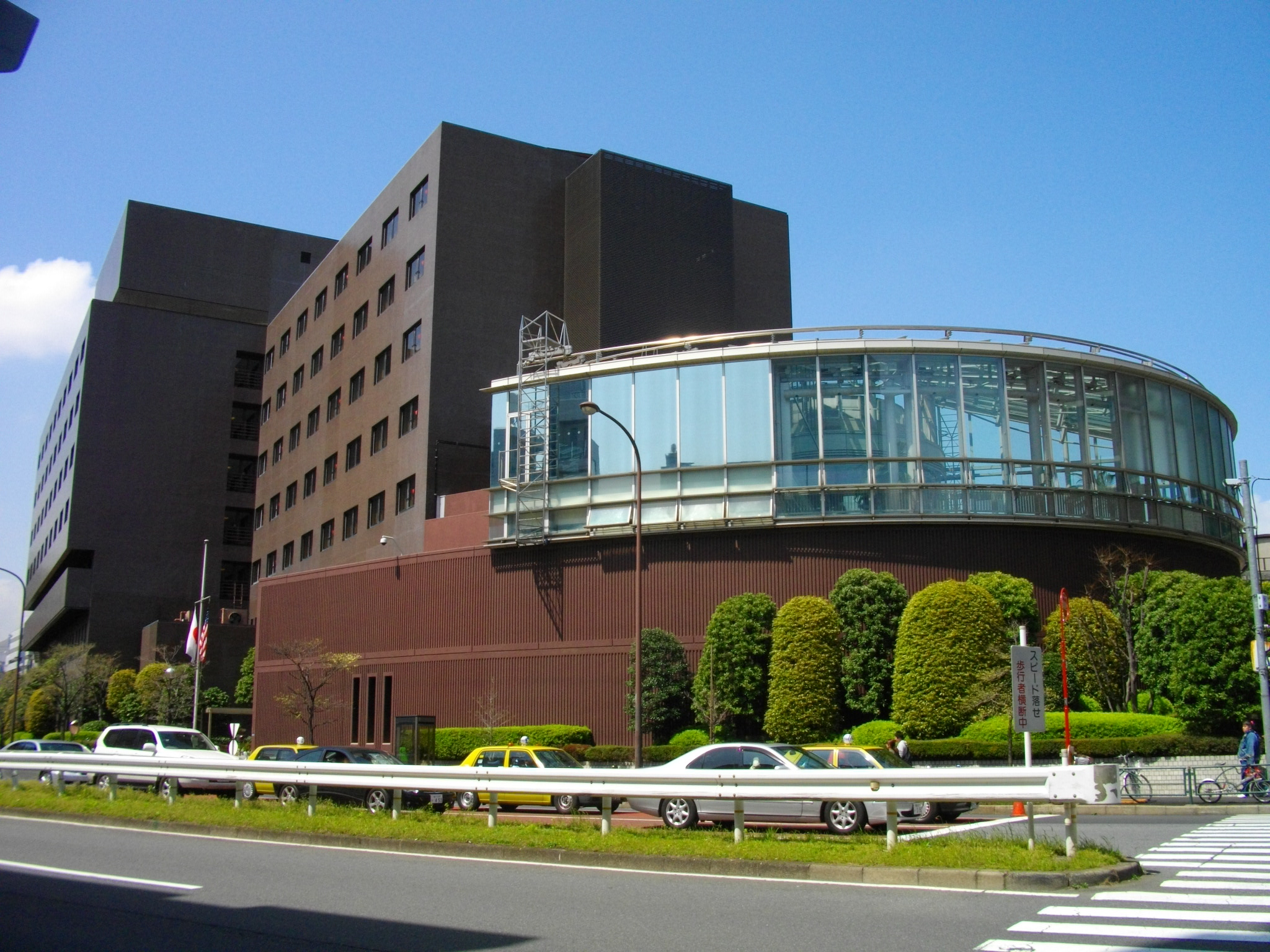
Hotel New Sanno
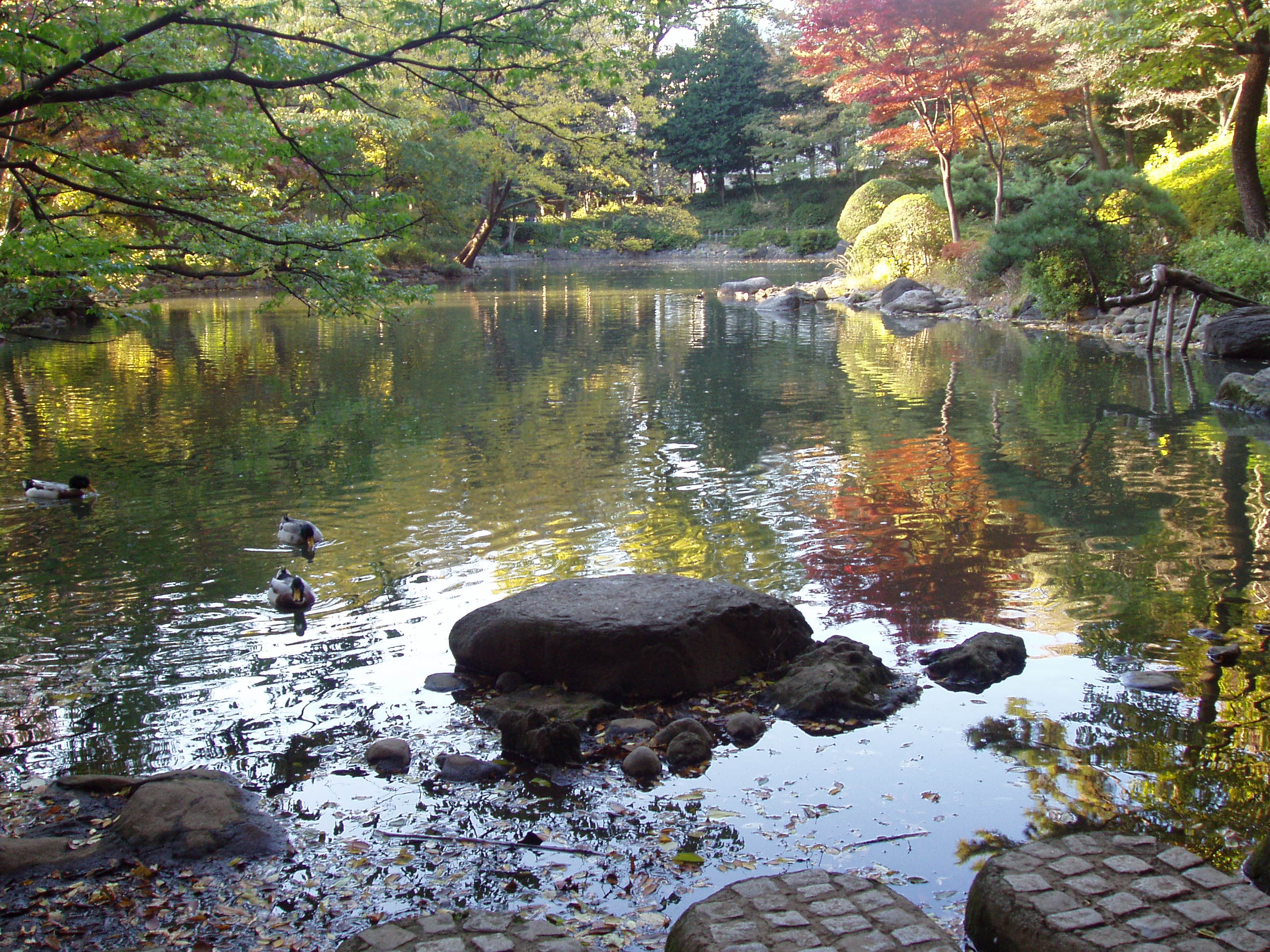
Park pamięci Arisugawa-no-miya